# Caterina Sforza
Caterina Sforza (Milà, Ducat de Milà, 1463 - Florència, República de Florència, 1509) fou una membre de la noblesa italiana que va esdevenir comtessa consort d'Imola i Forlì; i una de les dones més influents de la seva època.

## Família
Va néixer a la ciutat de Milà vers el 1463 essent filla il·legítima del Galeàs Maria Sforza i Lucrècia Landriani. Fou neta per línia paterna de Francesc I Sforza i Blanca Maria Visconti, i germà així mateix del duc Joan Galeàs; de Blanca Maria Sforza, casada successivament amb Filibert I de Savoia i Maximilià I del Sacre Imperi Romanogermànic; i Anna Sforza, casada amb Alfons I d'Este.

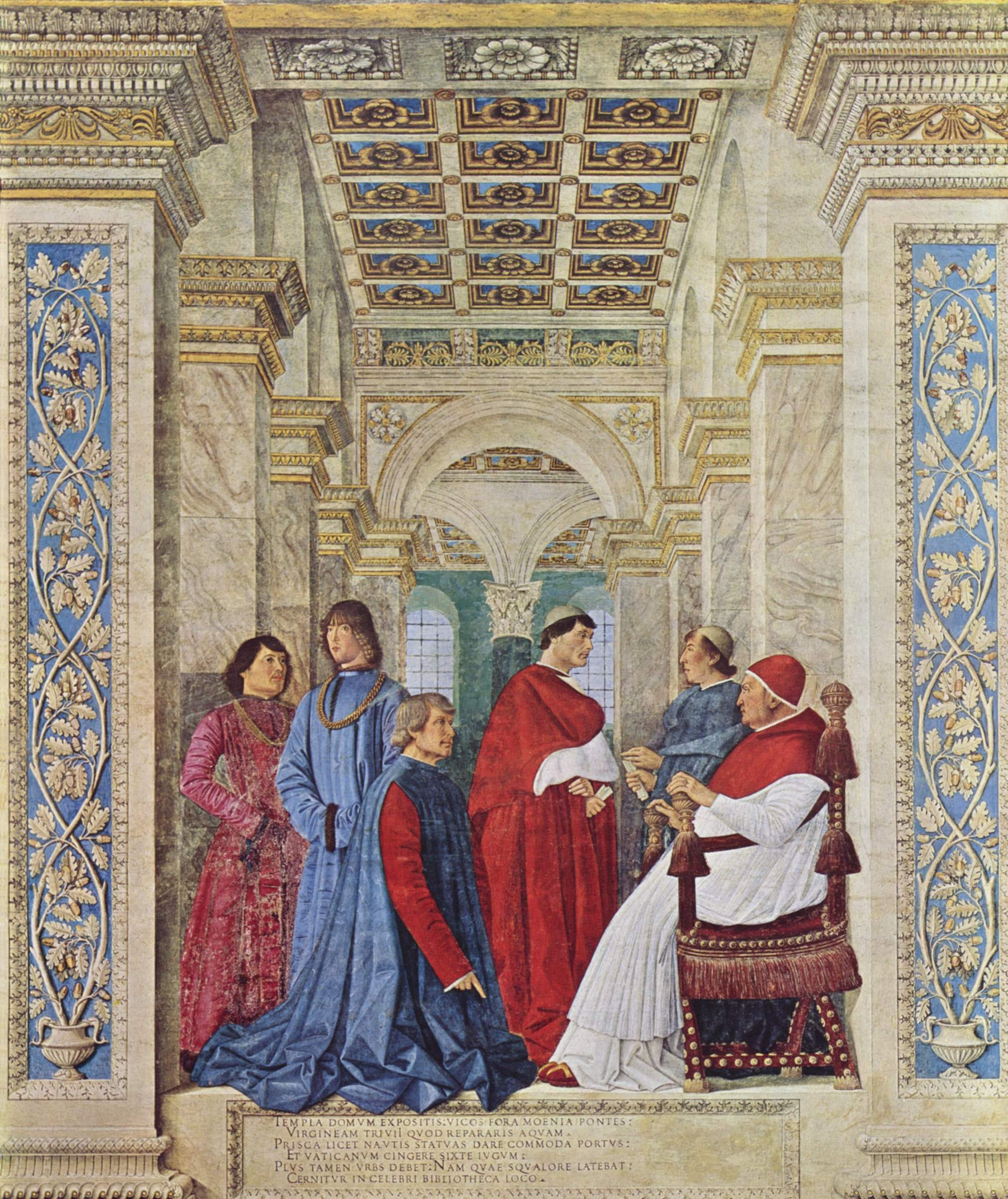
Papa Sisto IV nomina Bartolomeo Platina Prefetto della Biblioteca Apostolica Vaticana, obra de Melozzo da Forlì. Fresc de 1477, Museus Vaticans. Es pot observar a Girolamo Riario el segon dret començant per l'esquerra.

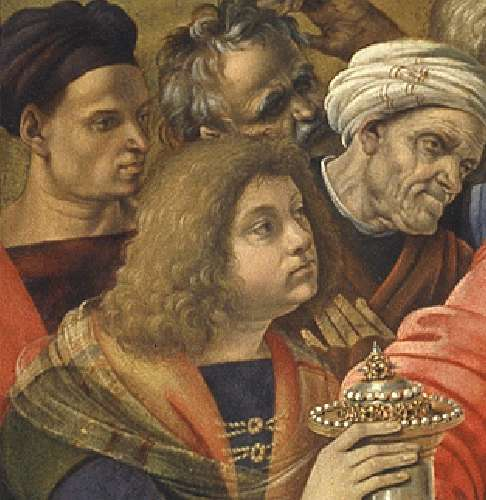
Retrat de Giovanni de Mèdici, obra de Filippino Lippi.

Tot i la seva condició bastarda, fou educada dins la família Sforza. Maridà, en primeres núpcies, el 1473 amb Girolamo Riario, nebot del papa Sixt IV. La relació entre la parella va ser tostemps complicada per causa de les contínues infidelitats de Girolamo; d'aquesta unió en tingueren:
- Ottaviano Riario (1479-1523), bisbe de Viterbo
- Cesare Riario (1480-d1518), arquebisbe de Pisa
- Blanca Riario (1481-?), casada el 1503 amb Troilo de' Rossi
- Giovanni Livio Riario (1484-?)
- Galeazzo Maria Riario (1485-?)
- Francesco Riario-Sforza (1487-d1546), bisbe de Lucca

El 1484, després de la mort de Sixt IV, Caterina —embarassada de set mesos— ja va donar mostres del seu fort esperit quan, per defensar el seu patrimoni territorial, va encapçalar un petit contingent militar en la presa del Castell de Sant'Angelo de Roma per justificar el seu dret sobre Imola davant el nepotisme del nou papa Innocenci VIII, el qual li acabà concedint la plaça de Forlì. El 1488 Girolamo fou assassinat a Forlì per qualcuns detractors, essent empresonada ella mateixa per aquest crim juntament amb llurs fills. Aconseguí fugir i va aconseguir que el seu fill Ottaviano heretés els títols del seu pare.
Ferma defensora dels seus dominis, plantà cara a qualsevol atac, essent especialment dura la seva resistència als atacs francesos de Carles VIII de França.
El 1489 es casà, en segones núpcies, amb Giacomo Feo, cinc anys més jove que ella. D'aquesta unió en nasqué un fill: Bernardino Carlo Feo (1490-?). Giacomo fou assassinat el 1495, tot deixant consternada Caterina.
Maridà, en terceres núpcies, el 1497 amb Giovanni il Popolano. D'aquesta unió en nasqué un fill: Giovanni dalle Bande Nere (1498-1526), casat amb Maria Salviati i pares de Cosme I de Mèdici
Caterina, però, patí un nou revés el 1498 a la mort del seu espòs, quedant a la mercè del perill encarnat en la família Borja, el màxim representant de la qual, el papa Alexandre VI, havia declarat la il·legitimitat dels senyors que governaven la Romanya.

## La guerra contra els Estats Pontificis
Conscient que la guerra seria l'únic camí a seguir, Caterina es va preparar per a defensar els seus dominis enfront de les tropes pontifícies, dirigides per un autèntic geni militar, el fill del papa Cèsar Borja, i va decidir utilitzar —donats els seus coneixements alquímics— l'enverinament contra el Sant Pare. Però aquest atemptat es va desbaratar en l'últim instant, pel que la Sforza es va convertir en l'enemic número u del Vaticà, duent des de llavors l'àlies allí de "La diablessa d'Imola". El 17 de desembre de 1499 els exèrcits pontificis assetjaren Forlì, després d'haver pres Imola sense oposició. No obstant això, aquí si que va plantejar una feroç resistència parapetada amb 1.000 soldats després dels murs de la inexpugnable ciutadella interior. Rebent el suport del rei Lluís XII de França els combats van ser terribles i van culminar el gener de 1500 amb la massacre de la guarnició de Forlì, després d'una gran resistència, mentre que Caterina fou duta presa fins a Roma i reclosa al Castell de Sant'Angelo.
Aconseguí escapar de la presó gràcies a la complicitat del mateix Cèsar Borja, retornant als seus dominis. Veient que aquests havien estat ocupats pels Orsini es retirà en un convent de Florència al costat del seu fill Giovanni, on morí el 28 de maig de 1509.